# Витек I из Прчице
Витек I из Прчице (чеш. Vítek I. z Prčice; ? — 1194) — средневековый чешский феодал, владетель местечка Прчице, основатель рода Витковичей.
В 1169—1177 годах служил высочайшим стольником при дворе чешского короля Владислава I. После этого Витек упоминается в источниках как кастелян Кладско, а в 1184 году — как кастелян Прахеньский. 
Дети:
- Йиндржих — основатель рода панов из Градца,
- Витек II Старший — основатель рода панов из Крумлова,
- Витек III Младший — родоначальник рода панов из Рожмберка,
- Витек IV из Клокот — родоначальник рода панов из Ландштейна,
- Сезема из Усти